# Kathleen Edwards
Kathleen Edwards (* 11. Juli 1978 in Ottawa) ist eine anglo-kanadische Musikerin und Sängerin.

## Leben und Wirken
Edwards ist die Tochter einer Diplomatenfamilie und verbrachte Teile ihrer Jugend in der Schweiz und Südkorea. Als Kind lernte sie Geige zu spielen. 1999 hat sie eine EP (Building 55) aufgenommen und auf eigene Kosten vervielfältigen lassen. Ihren ersten Plattenvertrag erhielt sie 1999 für Failer. 
Edwards war von 2004 bis 2010 mit dem Gitarristen Colin Cripps verheiratet.
Ihre Musik ist den Genres Folk-Rock und Alternative Country zuzuordnen. Das Album Voyageur hat sie gemeinsam mit Justin Vernon von Bon Iver selbst produziert. Mit dem neuen Album wurde sie zu einer Art Indie-Popmusiker, konstatierte die Rezensentin der Washington Post.

## Diskografie

### Singles und EPs
- Building 55, EP (1999)
- Six O'Clock News (2003)
- One More Song The Radio Won't Like (2003)
- Back To Me (2005)
- Wapusk (2011)
- Dogs And Alcohol (2022)

### Alben
- Failer (2003)
- Live from Bowery Ballroom (2003)
- Back to Me (2005)
- Asking for Flowers (2008)
- Voyageur (2012)
- Total Freedom (2020)